# Lebara
Lebara Mobile est un opérateur de réseau mobile virtuel britannique, fondé en 2001. Il vise une clientèle internationale grâce à des prix plus avantageux que les opérateurs historiques,.
Le groupe dispose de plusieurs filiales en Union européenne, en Australie et en Arabie saoudite. En France, Lebara utilisait le réseau de Bouygues Telecom jusqu’en août 2021. À partir de septembre 2021, Lebara utilise le réseau Orange (208 01), tandis qu'en Suisse il utilise le réseau de Sunrise et en Belgique le réseau de Base.

## Historique
Lebara est créé à Londres en 2001 par MM. Ratheesan Yoganathan, Baskaran Kandiah et Rasiah Ranjith Leon,,,.
Son chiffre d'affaires était de 371 000 000 € en 2009.
Après avoir proposé uniquement une facturation à la minute avec un coût de connexion pour chaque appel effectué, l'opérateur propose depuis 2014 une gamme complète de forfaits prépayés, avec du crédit Internet inclus dans chaque offre, ainsi que la possibilité de s'appeler en illimité entre mobiles Lebara dans certains pays et même de transférer son crédit de communication à un proche à l'international directement par SMS.
En 2015, L'Express signale l'agressivité des pratiques commerciales de Lycamobile et Lebara ainsi que la précarité des conditions de travail pour leurs employés et intermédiaires.
Le 15 septembre 2017 les sociétés Lebara Group B.V. et de Lebara Trademark Companies sont achetées par Palmarium via sa filiale VIEO B.V ,, un family office aux structures opaques. Le groupe est alors sous-capitalisé, et l'achat par ce family office est financé via l'émission d'obligations cotées sur le marché norvégien à hauteur de 350 millions d'euros. Les repreneurs s'engagent à injecter des fonds pour l'amortissement de la dette obligataire, et à publier des comptes audités 2017. Le non-respect de ces engagements en juillet 2018, le report pour la seconde fois de publication des comptes et la publication de données comportant des erreurs sur la trésorerie réelle de la société  entraînent une chute de la valeur des obligations.
En 2018, Olivier Sage remplace successivement le directeur financier, démissionnaire,, puis en décembre le directeur général, Graeme Oxby.

L'opérateur annonce un changement d'opérateur partenaire, passant du réseau d'Orange à SFR pendant l'été 2024.

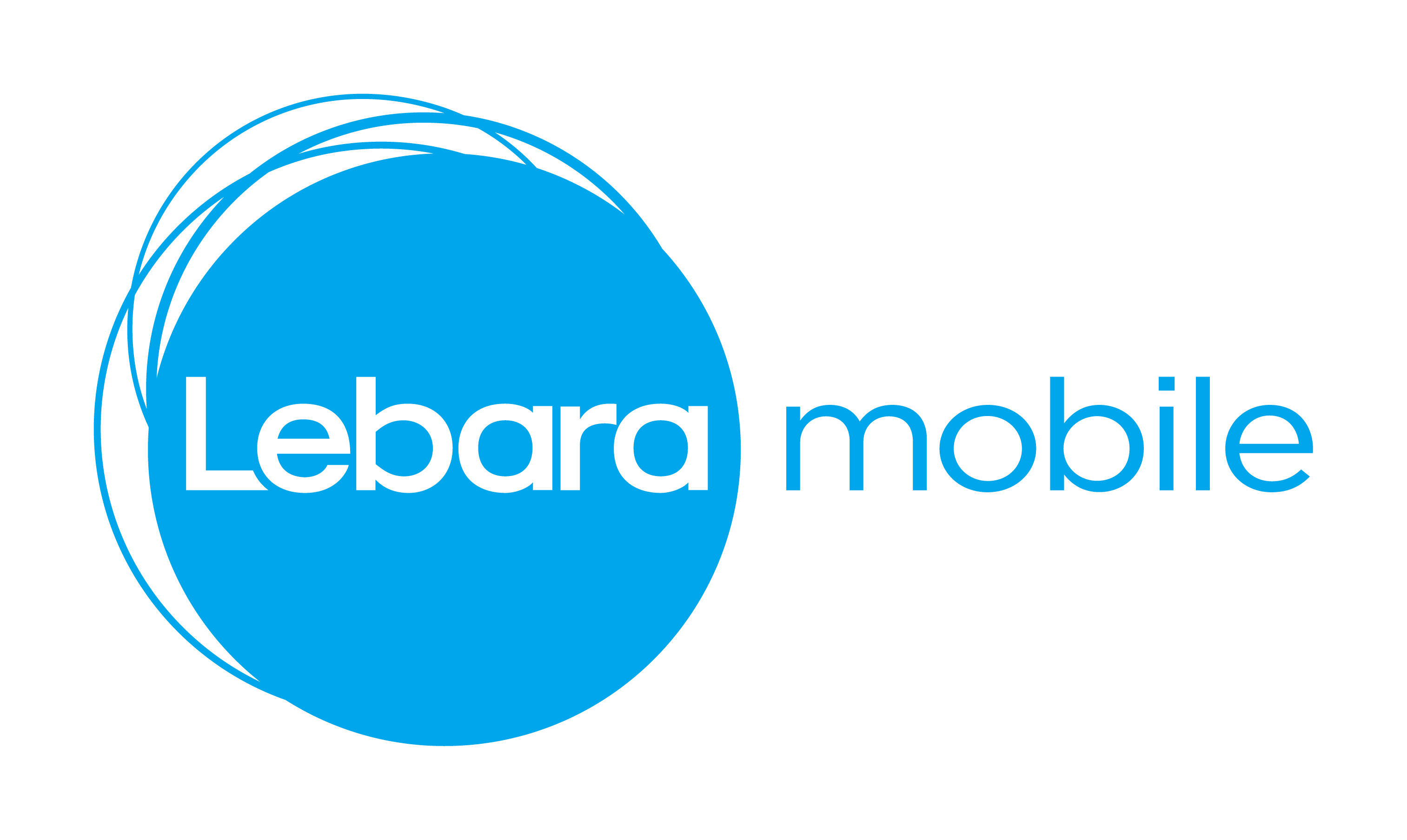
Ancien logo 2001-2017